# Fossarina rimata
Fossarina rimata là một loài ốc biển, là động vật thân mềm chân bụng sống ở biển trong họ Trochidae, họ ốc đụn.

## Phân bố
Loài này thường gặp ở New Zealand.